# کنزینگتون (اوهایو)
کنزینگتون (به انگلیسی: Kensington) یک منطقهٔ مسکونی در ایالات متحده آمریکا است که در اوهایو واقع شده‌است.